# Acanthocepola limbata
Acanthocepola limbata är en fiskart som först beskrevs av Valenciennes, 1835.  Acanthocepola limbata ingår i släktet Acanthocepola och familjen Cepolidae. Inga underarter finns listade i Catalogue of Life.